# Sallent (kommunhuvudort)
Sallent är en kommunhuvudort i Spanien.   Den ligger i provinsen Província de Barcelona och regionen Katalonien, i den östra delen av landet, 500 km öster om huvudstaden Madrid. Sallent ligger 290 meter över havet och antalet invånare är 7 107.
Terrängen runt Sallent är kuperad åt nordost, men åt sydväst är den platt. Sallent ligger nere i en dal. Runt Sallent är det ganska tätbefolkat, med 54 invånare per kvadratkilometer. Närmaste större samhälle är Manresa, 12,4 km sydväst om Sallent. Trakten runt Sallent består till största delen av jordbruksmark.